# Lijst van planetoïden 35801-35900
Dit is een lijst van planetoïden 35801-35900. Voor de volledige lijst zie de lijst van planetoïden.
| Naam      | Voorlopige naamgeving | Datum ontdekking | Ontdekker |
| --------- | --------------------- | ---------------- | --------- |
| (35801) - | 1999 JB38             | 10 mei 1999      | LINEAR    |
| (35802) - | 1999 JF39             | 10 mei 1999      | LINEAR    |
| (35803) - | 1999 JT40             | 10 mei 1999      | LINEAR    |
| (35804) - | 1999 JK41             | 10 mei 1999      | LINEAR    |
| (35805) - | 1999 JP41             | 10 mei 1999      | LINEAR    |
| (35806) - | 1999 JB42             | 10 mei 1999      | LINEAR    |
| (35807) - | 1999 JS42             | 10 mei 1999      | LINEAR    |
| (35808) - | 1999 JA43             | 10 mei 1999      | LINEAR    |
| (35809) - | 1999 JY43             | 10 mei 1999      | LINEAR    |
| (35810) - | 1999 JB44             | 10 mei 1999      | LINEAR    |
| (35811) - | 1999 JS45             | 10 mei 1999      | LINEAR    |
| (35812) - | 1999 JD46             | 10 mei 1999      | LINEAR    |
| (35813) - | 1999 JM47             | 10 mei 1999      | LINEAR    |
| (35814) - | 1999 JK48             | 10 mei 1999      | LINEAR    |
| (35815) - | 1999 JO48             | 10 mei 1999      | LINEAR    |
| (35816) - | 1999 JU49             | 10 mei 1999      | LINEAR    |
| (35817) - | 1999 JV49             | 10 mei 1999      | LINEAR    |
| (35818) - | 1999 JC50             | 10 mei 1999      | LINEAR    |
| (35819) - | 1999 JG50             | 10 mei 1999      | LINEAR    |
| (35820) - | 1999 JM50             | 10 mei 1999      | LINEAR    |
| (35821) - | 1999 JW50             | 10 mei 1999      | LINEAR    |
| (35822) - | 1999 JD52             | 10 mei 1999      | LINEAR    |
| (35823) - | 1999 JQ52             | 10 mei 1999      | LINEAR    |
| (35824) - | 1999 JF53             | 10 mei 1999      | LINEAR    |
| (35825) - | 1999 JL53             | 10 mei 1999      | LINEAR    |
| (35826) - | 1999 JT53             | 10 mei 1999      | LINEAR    |
| (35827) - | 1999 JY53             | 10 mei 1999      | LINEAR    |
| (35828) - | 1999 JZ53             | 10 mei 1999      | LINEAR    |
| (35829) - | 1999 JH54             | 10 mei 1999      | LINEAR    |
| (35830) - | 1999 JL54             | 10 mei 1999      | LINEAR    |
| (35831) - | 1999 JN55             | 10 mei 1999      | LINEAR    |
| (35832) - | 1999 JR56             | 10 mei 1999      | LINEAR    |
| (35833) - | 1999 JN57             | 10 mei 1999      | LINEAR    |
| (35834) - | 1999 JT57             | 10 mei 1999      | LINEAR    |
| (35835) - | 1999 JD58             | 10 mei 1999      | LINEAR    |
| (35836) - | 1999 JG58             | 10 mei 1999      | LINEAR    |
| (35837) - | 1999 JH58             | 10 mei 1999      | LINEAR    |
| (35838) - | 1999 JN58             | 10 mei 1999      | LINEAR    |
| (35839) - | 1999 JV58             | 10 mei 1999      | LINEAR    |
| (35840) - | 1999 JH59             | 10 mei 1999      | LINEAR    |
| (35841) - | 1999 JR59             | 10 mei 1999      | LINEAR    |
| (35842) - | 1999 JX59             | 10 mei 1999      | LINEAR    |
| (35843) - | 1999 JZ59             | 10 mei 1999      | LINEAR    |
| (35844) - | 1999 JD60             | 10 mei 1999      | LINEAR    |
| (35845) - | 1999 JM60             | 10 mei 1999      | LINEAR    |
| (35846) - | 1999 JO60             | 10 mei 1999      | LINEAR    |
| (35847) - | 1999 JJ61             | 10 mei 1999      | LINEAR    |
| (35848) - | 1999 JY61             | 10 mei 1999      | LINEAR    |
| (35849) - | 1999 JK62             | 10 mei 1999      | LINEAR    |
| (35850) - | 1999 JS62             | 10 mei 1999      | LINEAR    |
| (35851) - | 1999 JW62             | 10 mei 1999      | LINEAR    |
| (35852) - | 1999 JD63             | 10 mei 1999      | LINEAR    |
| (35853) - | 1999 JY63             | 10 mei 1999      | LINEAR    |
| (35854) - | 1999 JZ63             | 10 mei 1999      | LINEAR    |
| (35855) - | 1999 JC64             | 10 mei 1999      | LINEAR    |
| (35856) - | 1999 JG64             | 10 mei 1999      | LINEAR    |
| (35857) - | 1999 JN64             | 10 mei 1999      | LINEAR    |
| (35858) - | 1999 JZ65             | 12 mei 1999      | LINEAR    |
| (35859) - | 1999 JN66             | 12 mei 1999      | LINEAR    |
| (35860) - | 1999 JO66             | 12 mei 1999      | LINEAR    |
| (35861) - | 1999 JT66             | 12 mei 1999      | LINEAR    |
| (35862) - | 1999 JO67             | 12 mei 1999      | LINEAR    |
| (35863) - | 1999 JX67             | 12 mei 1999      | LINEAR    |
| (35864) - | 1999 JG68             | 12 mei 1999      | LINEAR    |
| (35865) - | 1999 JL68             | 12 mei 1999      | LINEAR    |
| (35866) - | 1999 JM68             | 12 mei 1999      | LINEAR    |
| (35867) - | 1999 JO68             | 12 mei 1999      | LINEAR    |
| (35868) - | 1999 JP68             | 12 mei 1999      | LINEAR    |
| (35869) - | 1999 JR68             | 12 mei 1999      | LINEAR    |
| (35870) - | 1999 JQ69             | 12 mei 1999      | LINEAR    |
| (35871) - | 1999 JW70             | 12 mei 1999      | LINEAR    |
| (35872) - | 1999 JB72             | 12 mei 1999      | LINEAR    |
| (35873) - | 1999 JO72             | 12 mei 1999      | LINEAR    |
| (35874) - | 1999 JU72             | 12 mei 1999      | LINEAR    |
| (35875) - | 1999 JP73             | 12 mei 1999      | LINEAR    |
| (35876) - | 1999 JX74             | 12 mei 1999      | LINEAR    |
| (35877) - | 1999 JR75             | 10 mei 1999      | LINEAR    |
| (35878) - | 1999 JX75             | 10 mei 1999      | LINEAR    |
| (35879) - | 1999 JA76             | 10 mei 1999      | LINEAR    |
| (35880) - | 1999 JC76             | 10 mei 1999      | LINEAR    |
| (35881) - | 1999 JM77             | 12 mei 1999      | LINEAR    |
| (35882) - | 1999 JT77             | 12 mei 1999      | LINEAR    |
| (35883) - | 1999 JH78             | 13 mei 1999      | LINEAR    |
| (35884) - | 1999 JW78             | 13 mei 1999      | LINEAR    |
| (35885) - | 1999 JO79             | 13 mei 1999      | LINEAR    |
| (35886) - | 1999 JG80             | 12 mei 1999      | LINEAR    |
| (35887) - | 1999 JH80             | 12 mei 1999      | LINEAR    |
| (35888) - | 1999 JS80             | 12 mei 1999      | LINEAR    |
| (35889) - | 1999 JA81             | 12 mei 1999      | LINEAR    |
| (35890) - | 1999 JR81             | 12 mei 1999      | LINEAR    |
| (35891) - | 1999 JS81             | 12 mei 1999      | LINEAR    |
| (35892) - | 1999 JV82             | 12 mei 1999      | LINEAR    |
| (35893) - | 1999 JC83             | 12 mei 1999      | LINEAR    |
| (35894) - | 1999 JF83             | 12 mei 1999      | LINEAR    |
| (35895) - | 1999 JX83             | 12 mei 1999      | LINEAR    |
| (35896) - | 1999 JW84             | 13 mei 1999      | LINEAR    |
| (35897) - | 1999 JU85             | 10 mei 1999      | LINEAR    |
| (35898) - | 1999 JC86             | 12 mei 1999      | LINEAR    |
| (35899) - | 1999 JC87             | 12 mei 1999      | LINEAR    |
| (35900) - | 1999 JH88             | 12 mei 1999      | LINEAR    |